# Atletica leggera ai XIV Giochi paralimpici estivi - 100 metri piani maschili T13
Ai XIV Giochi paralimpici estivi, che si sono tenuti a Londra nel 2012, la competizione dei 100 metri piani maschili T12 si è svolta il 31 agosto e il 1º settembre presso lo Stadio Olimpico di Londra.

## Batterie
Si qualificano per le semifinali i primi tre classificati di ogni batteria. Vengono ripescati i due migliori tempi degli esclusi.

### 1ª Batteria
| Posizione | Atleta | Nazione               | Tempo      | Note  |       |
| --------- | ------ | --------------------- | ---------- | ----- | ----- |
| 1         | 1      | Jason Smyth           | Irlanda    | 10.54 | Q, WR |
| 2         | 1      | Luis Felipe Gutierrez | Cuba       | 10.94 | Q     |
| 3         | 2      | Jonathan Ntutu        | Sudafrica  | 11.00 | Q, AF |
| 4         | 2      | Radoslav Zlatanov     | Bulgaria   | 11.10 | Q     |
| 5         | 2      | Alexey Labzin         | Russia     | 11.15 | Q     |
| 6         | 1      | Artem Loginov         | Russia     | 11.16 | Q     |
| 7         | 2      | André Andrade         | Brasile    | 11.22 | q     |
| 8         | 1      | Braedon Samuel Dolfo  | Canada     | 11.26 | q     |
| 9         | 1      | Ayoub Chaoui          | Marocco    | 11.37 |       |
| 10        | 2      | Philipp Handler       | Svizzera   | 11.45 |       |
| 11        | 2      | Songwut Lamsan        | Thailandia | 11.59 |       |
| 12        | 1      | Joan Munar Martinez   | Spagna     | 11.60 |       |
| 13        | 2      | Mohammed Fannouna     | Palestina  | 11.88 |       |
| 14        | 1      | Biondi Misasi         | Suriname   | 11.92 |       |
| 15        | 2      | Mohamed Amguoun       | Marocco    | 12.66 |       |

## Finale
| Posizione | Atleta                | Nazione   | Tempo | Note |
| --------- | --------------------- | --------- | ----- | ---- |
| Oro       | Jason Smyth           | Irlanda   | 10.46 | WR   |
| Argento   | Luis Felipe Gutierrez | Cuba      | 11.02 |      |
| Bronzo    | Jonathan Ntutu        | Sudafrica | 11.03 |      |
| 4         | Alexey Labzin         | Russia    | 11.03 |      |
| 5         | Artem Loginov         | Russia    | 11.18 |      |
| 6         | Radoslav Zlatanov     | Bulgaria  | 11.25 |      |
| 7         | Braedon Samuel Dolfo  | Canada    | 11.27 |      |
| 8         | André Andrade         | Brasile   | 11.28 |      |

## Progressione record stabiliti
| Record mondo    | Jason Smyth    | 10.54 | Londra, Gran Bretagna (Qualificazioni) | 31 Agosto 2012   |
| Record europeo  | Jason Smyth    | 10.54 | Londra, Gran Bretagna (Qualificazioni) | 31 Agosto 2012   |
| Record africano | Jonathan Ntutu | 11.00 | Londra, Gran Bretagna (Qualificazioni) | 31 Agosto 2012   |
| Record mondo    | Jason Smyth    | 10.46 | Londra, Gran Bretagna (Finale)         | 1 Settembre 2012 |
| Record europeo  | Jason Smyth    | 10.46 | Londra, Gran Bretagna (Finale)         | 1 Settembre 2012 |